# Bayombong
Bayombong là một đô thị hạng 2 ở tỉnh Nueva Vizcaya, Philippines. Đây là thủ phủ Nueva Vizcaya. Theo điều tra dân số năm 2007, đô thị này có dân số 54.417 người trong 10.693 hộ.

## Barangay
Bayombong được chia thành 25 barangay.
| - Bonfal East - Bonfal Proper - Bonfal West - Buenavista (Vista Hills) - Busilac - Casat - La Torre North - Magapuy - Magsaysay - Masoc - Paitan - Don Domingo Maddela Pob. - Don Tomas Maddela Pob. | - District III Pob. - District IV (Pob.) - Bansing - Cabuaan - Don Mariano Perez - Ipil-Cuneg - La Torre South - Luyang - Salvacion - San Nicolas North (Luyang) - Santa Rosa - Vista Alegre (B. Baringin) |